# بوبل بابل
بوبل بابل (بالإنجليزية:Bubble Bobble) (باليابانية:バブルボブル)، هي لعبة فيديو من نوع منصات، صدرت في السوق سنة 1986م، وتعمل على عدة منصات منزلية، ومنها نينتندو إنترتينمنت سيستم وغيره.

## وصلات خارجية
- بوبل بابل على موقع IMDb (الإنجليزية)

- بوبل بابل على موقع القائمة القاتلة لألعاب الفيديو
- Bubble Bobble at the Arcade History database
- Bubble Bobble for the Atari ST at Atari Mania
- قالب:Lemon64 game